# Какаши Хатаке
Какаши Хатаке (はたけ　カカシ Хатаке Какаши) је лик из Наруто манге и аниме серијала кога је креирао Масаши Кишимото. Кишимото је у почетку хтео да представи Какашија као насловног лика после Нарута Узумакија, али се предомислио јер би то бацило у сенку Нарутове пријатеље из тима 7.

## Особине
У причи, Какаши је вођа и учитељ Тима 7, који се састоји од главних ликова из серијала: Саскеа Учихе, Сакуре Харуно и Нарута Узумакија. Представљен је као помало луцкаст и равнодушан лик, али како се прича даље развија његова лојалност према пријатељима и студентима постаје очевидна. Какашијева прошлост је интензивно истраживана како је серијал напредовао, доводећи до издавања такозваног гаидена који дубоко зазире у његову прошлост. Какаши се појављивао и у другим Наруто издавањима, укључујући три од четири филма и у неколико видео-игара.
Иако он наводно има много хобија, његова је највећа забава виђена у серији књига „Ича Ича раја“ (イチャイチャパラダイス, Icha Icha Paradisu, дословно: „Рајска мажења"), одраслим и вјероватно порнографским новелама које је написао Џираја. Какаши је то истакнуто читао током тренинга и разговора с Нарутом, Саскеом и Сакуром, а касније у серијама је виђен како чита другу књигу, „Ича Ича насиље“. 
Какаши има текуће, иако мало једнострано, супарништво с Гајем; Гај стално говори како му је Какаши супарник те га изазива по прилици, но Какаши се једноставно понаша равнодушно према томе, при чему бескрајно досађује Гаја. Какашијев досадашњи резултат је 49 победа и 50 пораза, иако су задаци обично тако осмишљени да иду у Гајеву корист. Без обзира на то, Гај је поносан на свој резултат. Гај служи као потпуна супротност Какашијевој особности, појави и техници. За разлику од Какашија, Гај је морао тешко да ради да би се уписао као нинџа те углавном користи свој таиџуцу. Какаши, с друге стране, користи углавном нинџуцу и остале технике које копира својим Шаринганом.
Какашијев приватни живот очито остаје тајна, једнако као и лице које скрива испод маске већину своје нинџа каријере. Он нема живе родитеље, или барем оне које жели признати те је већ једном потврдио да су сви људи које је волео мртви. Он се одмах може препознати као син (или је замењен с) „Белим Очњаком Конохе,“ Сакумом Хатакијем. Иако његово лице никад није виђено, у епизоди 101, у којој Тим 7 покушава да открије Какашијево лице, открива се да је он поприлично леп.

## Пријем
Неколико критичара везаних за мангу и аниме су коментарисали лик Какашија. Иако је његов карактер сличан типичним шонен ликовима, Какашијева озбиљност која је приказана у каснијим епизодама је веома добро примљена. Какаши је толико популаран међу фановима да су поједини критичари као T.H.E.M. рекли да се анима може слободно преименовати у „Какаши“ Какаши је такође популаран међу Наруто званичним фановима на сајтовима који су га убацили у неколико анкета најпопуларнијих ликова. Неколико колекционарских ствари је избачено на тржиште као што су лутке са његовим ликом.